# 时村乡
时村乡，是中华人民共和国河北省沧州市河间市下辖的一个乡镇级行政单位。

## 行政区划
时村乡下辖以下地区：
北双塔村、西周楼村、北高庄村、永乐村、东丁坊村、东刘庄村、李万村、冷饭店村、南杨庄村、秦庄村、孙庄村、傅涧河村、李涧河村、姚涧河村、时村、后万贯村、前万贯村、槐庄村、小店村、段庄村、曹何庄村、大店村、南马滩村、北马滩村和李庵村。